# Mordellistena galapagoensis
Mordellistena galapagoensis là một loài bọ cánh cứng trong họ Mordellidae. Loài này được Van Dyke miêu tả khoa học năm 1953.